# Rhipsalis baccifera
Rhipsalis baccifera is een epifytische cactus die oorspronkelijk voorkomt in Centraal- en Zuid-Amerika, de Caraïben en Florida. Het is de enige cactus die van nature buiten Amerika voorkomt. Hij is geïntroduceerd in tropisch Afrika, Madagaskar en Sri Lanka. In de handel wordt hij ook verkocht als 'koraalcactus', 'biescactus' of 'rotskoraal'.
Volgens één theorie werd Rhipsalis baccifera lang geleden door frugivore
trekvogels in de Oude Wereld geïntroduceerd. Een andere theorie is dat de soort de Atlantische Oceaan overstak op handelsschepen die tussen Zuid-Amerika en Afrika voeren. Vogels zouden de zaden vervolgens verder in Afrika en Azië hebben verspreid.